# Albert Woods
Albert Woods (16 de abril de 1816-7 de enero de 1904) fue un oficial de armas inglés. Parte de su puesto viene a que la familia de Woods tuvo en ese entonces una estricta tradición con respecto a la participación en el Colegio de armas. Fue hijo de sir William Woods, quien fue parte del reinado de armas desde 1838 hasta su muerte en 1842. Él también desempeñó el mismo cargo que se padre de 1869 a 1904; de igual manera, su nieto fue sir Gerald Woods Wollaston, quien también fue poseedor del mismo cargo que su los dos anteriores desde 1930 hasta 1944.

## Trayectoria heráldica
Woods comenzó su carrera en 1837 cuando se desempeñó como Fitzalan Pursuivant of Arms Extraordinary con la coronación de la reina Victoria. Al año siguiente se convirtió en un miembro del capítulo del Colegio de Armas, al momento en el que se le concedió el título de Portcullis Pursuivant of Arms in Ordinary. Después de un breve nombramiento como Norfolk Herald of Arms Extraordinary, fue promovido a Lancaster Herald of Arms in Ordinary en 1841. El cargo lo ocupó hasta 1869, cuando (al igual que su padre) empezó a ser parte del reinado de armas, finalmente, dejó libre el puesto en 1904, cuando después de 35 años de estar en este, falleció.

## Honores y nombramientos
Todos los cargos se colocan según su título original en el Reino Unido.
- 1837 - Fitzalan Pursuivant of Arms Extraordinary.
- 1838 - Portcullis Pursuivant of Arms in Ordinary.
- 1841 - Norfolk Herald of Arms Extraordinary.
- 1841 - Lancaster Herald of Arms in Ordinary.
- 1869 - Knight Bachelor.
- 1869 - Garter Principal King of Arms.
- 1897 - Knight Commander of the Order of the Bath.
- 1899 - Knight Commander of the Order of St Michael and St George.
- 1903 - Knight Grand Cross of the Royal Victorian Order.